# Pennellia lecheri
Pennellia lecheri är en korsblommig växtart som först beskrevs av Eugène Pierre Nicolas Fournier, och fick sitt nu gällande namn av Al-shehbaz och C. Donovan Bailey. Pennellia lecheri ingår i släktet Pennellia och familjen korsblommiga växter. Inga underarter finns listade i Catalogue of Life.